# Grand-Boucan
Grand-Boucan, in creolo haitiano Gran Boukan, è un comune di Haiti facente parte dell'arrondissement di Baradères nel dipartimento di Nippes.